# Chikilidae
Chikilidae is een monotypische familie van wormsalamanders (Gymnophiona). De groep werd voor het eerst wetenschappelijk beschreven door de groep van biologen Kamei, San Mauro, Gower, Van Bocxlaer, Sherratt, Thomas, Babu, Bossuyt, Wilkinson & Biju in 2012. In veel literatuur wordt deze familie nog niet vermeld.
De familie telt slechts een enkel geslacht; Chikila. Lange tijd werd het geslacht vertegenwoordigd door slechts één soort; Chikila fulleri. Tegenwoordig zijn er vier soorten bekend, aangezien in 2013 drie nieuwe soorten werden beschreven.
Deze wormsalamanders leven in Azië en komen endemisch voor in India.

## Taxonomie
Familie Chikilidae
- Geslacht Chikila